# Peugeot 4008
Peugeot 4008 – samochód osobowy typu crossover klasy kompaktowej produkowany przez francuską markę Peugeot we współpracy z Mitsubishi w latach 2012 - 2016. 

## Opis modelu

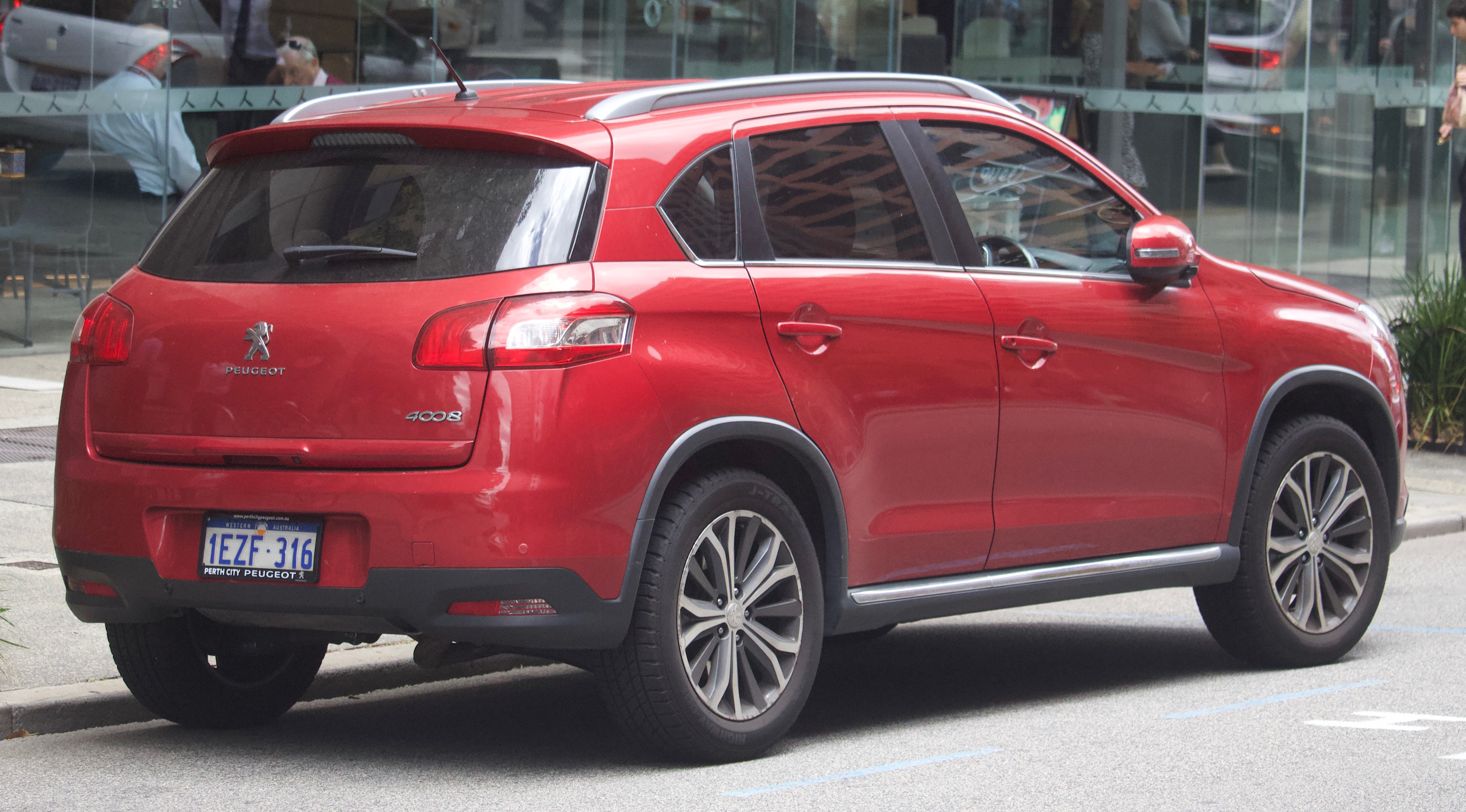
Peugeot 4008 - tył

Pojazd zaprezentowano podczas targów motoryzacyjnych w Genewie w marcu 2012 roku. Auto jest pierwszym w historii firmy crossoverem i plasuje się poniżej Peugeota 4007 produkowanego wraz z bliźniaczą odmianą Mitsubishi Outlander. 4008 oferowany jest na rynku europejskim, chińskim oraz australijskim.
Następca 4008 na rynku europejskim, drugie wcielenie modelu 3008 jest oferowane w Chinach z racji pozostania poprzednika w sprzedaży jako druga generacja modelu 4008.